# Пагегяй (футбольний клуб)
Футбольний клуб «Пагегяй» (лит. Futbolo klubas Pagėgių) — литовський футбольний клуб з однойменного міста, заснований у 1926 році. Виступає в SFL. Домашні матчі приймає на Міському стадіоні.

## Історія назв
- 1926 — «Спортферайн» Пагегяй;
- 1990 — Меліораторіус;
- 1996 — Рембутас;
- 2001 — Ажуолас;
- 2003 — ФК «Пагегяй»;
- 2008 — Пагегяй-Таурас-2;
- 2009 —  ФК «Пагегяй».

## Досягнення
- А-ліга
  - Срібний призер (1): 1927.